# Лашміт (Західна Вірджинія)
Лашміт (англ. Lashmeet) — переписна місцевість (CDP) в США, в окрузі Мерсер штату Західна Вірджинія. Населення — 409 осіб (2020).

## Географія
Лашміт розташований за координатами 37°25′22″ пн. ш. 81°11′48″ зх. д. / 37.42278° пн. ш. 81.19667° зх. д. (37.422771, -81.196733).  За даними Бюро перепису населення США в 2010 році переписна місцевість мала площу 1,94 км², уся площа — суходіл.

## Демографія
Згідно з переписом 2010 року, у переписній місцевості мешкало 479 осіб у 189 домогосподарствах у складі 141 родини. Густота населення становила 247 осіб/км².  Було 210 помешкань (108/км²).
Расовий склад населення:
| - 99,4 % — білих - 0,6 % — чорних або афроамериканців |

До двох чи більше рас належало 0,0 %. Частка іспаномовних становила 0,2 % від усіх жителів.
За віковим діапазоном населення розподілялося таким чином: 25,3 % — особи молодші 18 років, 58,6 % — особи у віці 18—64 років, 16,1 % — особи у віці 65 років та старші. Медіана віку мешканця становила 42,4 року. На 100 осіб жіночої статі у переписній місцевості припадало 93,9 чоловіків;  на 100 жінок у віці від 18 років та старших — 90,4 чоловіків також старших 18 років.
Середній дохід на одне домашнє господарство  становив 46 085 доларів США (медіана — 29 861), а середній дохід на одну сім'ю — 51 432 долари (медіана — 45 208). За межею бідності перебувало 38,3 % осіб, у тому числі 55,0 % дітей у віці до 18 років та 17,1 % осіб у віці 65 років та старших.
Цивільне працевлаштоване населення становило 157 осіб. Основні галузі зайнятості: освіта, охорона здоров'я та соціальна допомога — 19,1 %, науковці, спеціалісти, менеджери — 17,8 %, роздрібна торгівля — 17,2 %.